# Filip Mareš

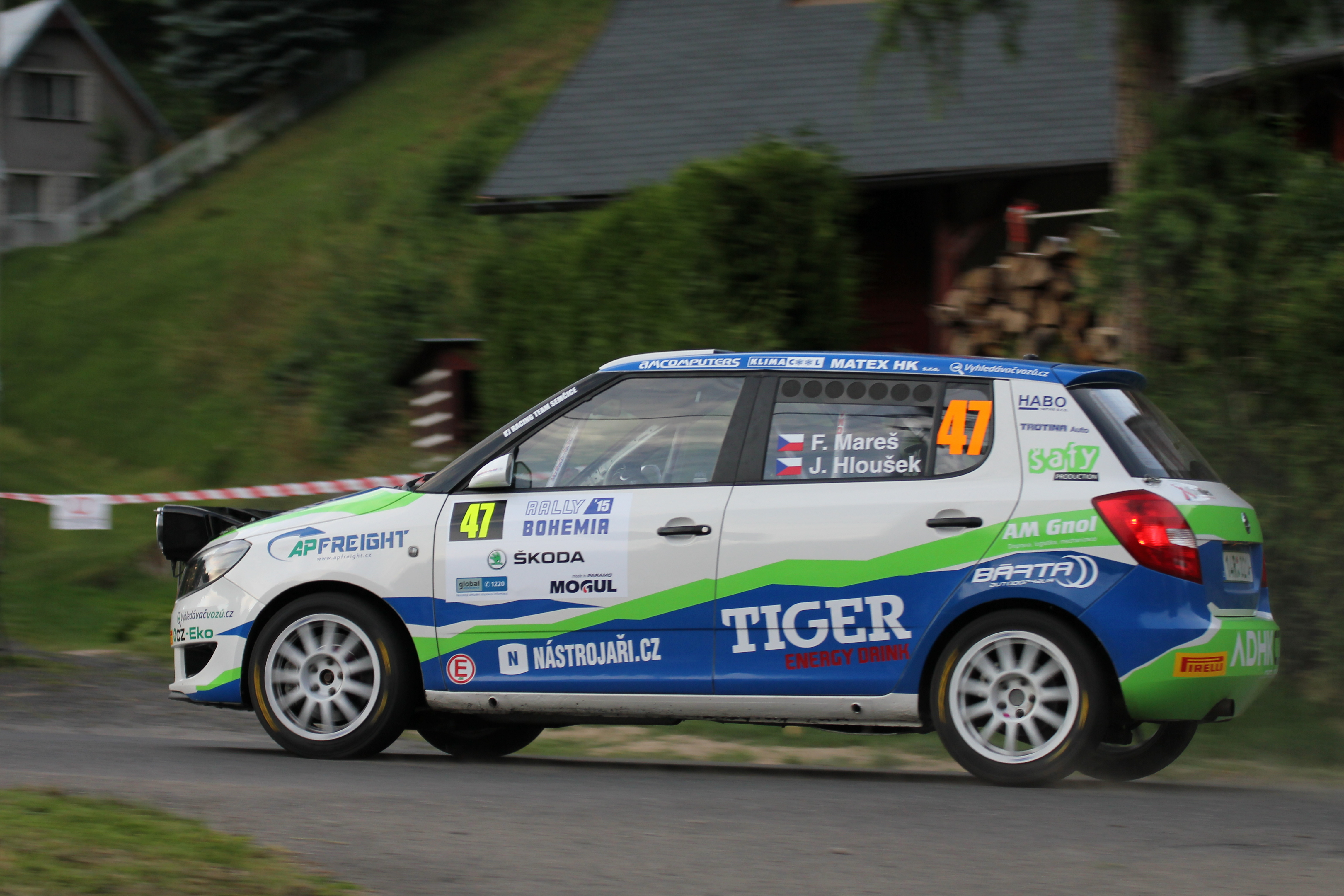
Filip Mareš na Rally Bohemia v roce 2015

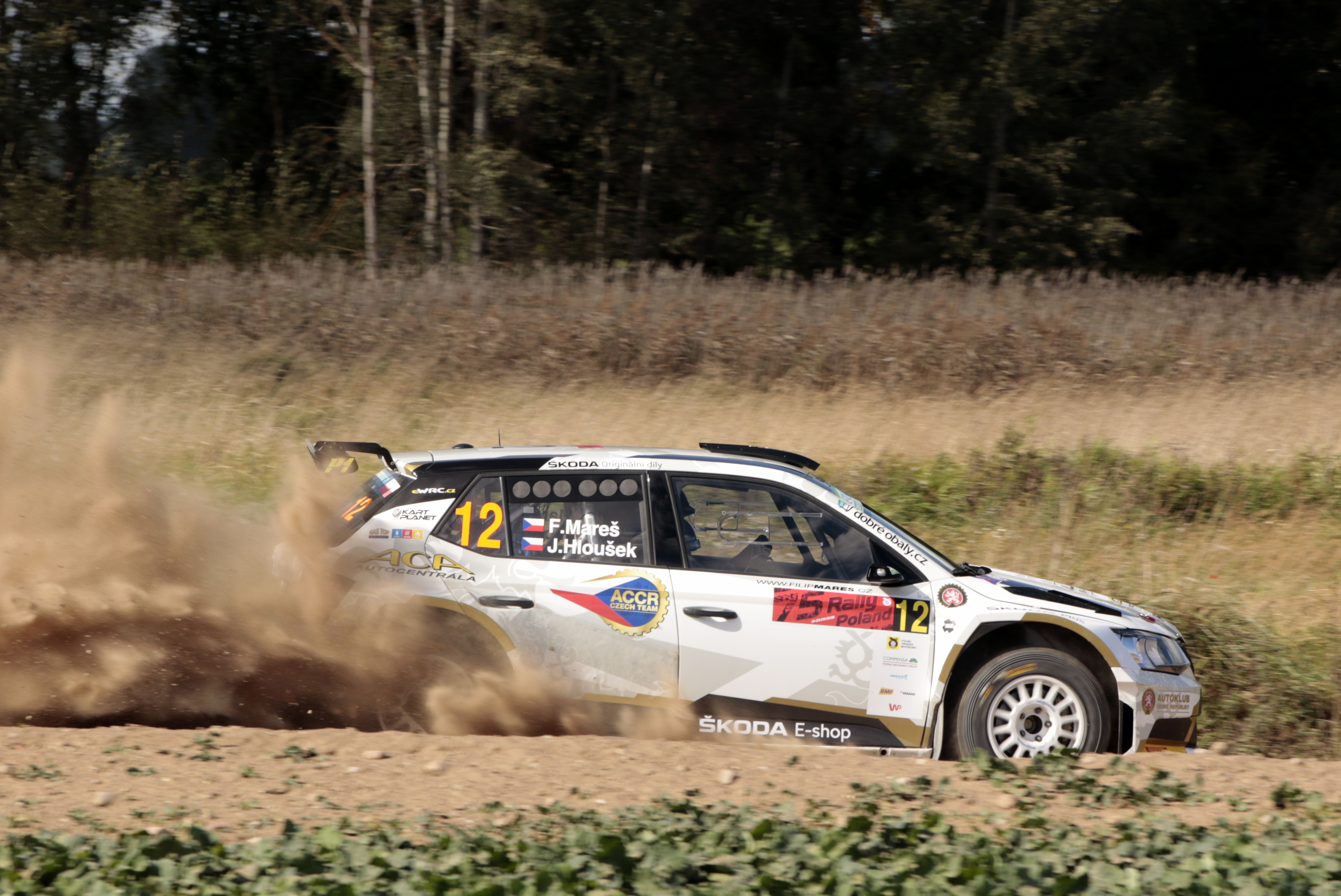
Filip Mareš na Polské rallye v roce 2018

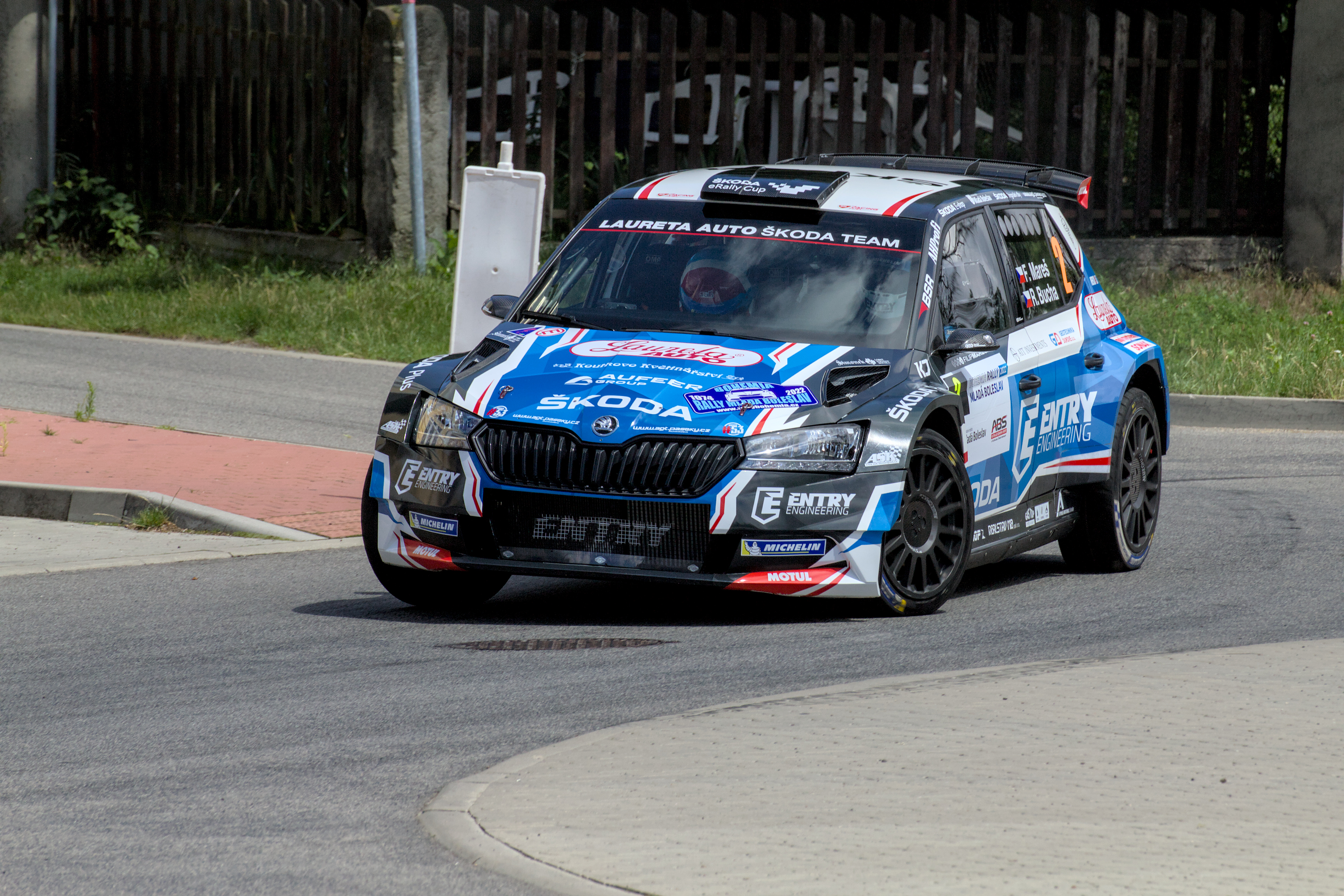
Filip Mareš na domácí Rally Bohemia v roce 2022

Filip Mareš (* 22. srpna 1991 Mladá Boleslav) je český rallyový závodník, jeden z vítězů soutěže Autoklub Peugeot Rally Talent.

## Kariéra
Filip Mareš začal působit v motorsportu v roce 2008 kdy závodil v Amater rallye, později se dostal do Volného Poháru ČR za volantem vozu Škoda Favorit. Od roku 2015 začal působit v MČR, tehdy s vozem Škoda Fabia R2. Mareš začal mít velmi rychle výsledky, což mu pak pomohlo k vítězství v Autoklubu Peugeot Rally Talent. Od roku 2016 závodí s podporou autoklubu, tehdy i Peugeotu ČR. V sezonách 2016 i 2017 (kdy jako bonus přišel titul v Peugeot Total Rally Cupu) se stal Juniorským mistrem ČR. V roce 2017 si odnesl též titul vicemistra ERC-3 a bronz v ERC Junior U-27. Od roku 2018 závodí v MČR i ME s vozem Škoda Fabia R5 ve spoluprací s týmem Kresta Racing kde právě Kresta je jeho mentorem. V sezoně 2019 se stal mistrem ERC Juniorů. Pro rok 2020 získal Mareš podporu od továrního týmu Škoda Motorsport a zúčastní se některých soutěží ve WRC, konkrétně ve třídě WRC-3.

## Výsledky

### MČR
| Ročník | Tým                           | Automobil               | 1      | 2      | 3       | 4      | 5       | 6       | 7     | 8   | 9 | MMČR | Bod. |
| ------ | ----------------------------- | ----------------------- | ------ | ------ | ------- | ------ | ------- | ------- | ----- | --- | - | ---- | ---- |
| 2015   | Montrago Racing Team          | Škoda Fabia R2          | ŠUM    | KRU 25 | HUS Ret | BOH 24 | BAR Ret | KLA     |       |     |   | -    | -    |
| 2016   | Autoklub Peugeot Rally Talent | Peugeot 208 R2          | ŠUM 30 | KRU 16 | HUS 19  | BOH 20 | BAR 27  | PŘÍ 12  |       |     |   | 28.  | 4b   |
| 2017   | Autoklub Peugeot Rally Talent | Peugeot 208 R2          | VAL 19 | ŠUM 16 | KRU 14  | HUS 20 | BOH 15  | BAR 28  | PŘÍ   |     |   | 25.  | 5b   |
| 2018   | ACA Škoda Autoklub Team       | Škoda Fabia R5          | VAL 8  | ŠUM 4  | KRU 4   | HUS 4  | BOH 5   | BAR Ret | PŘÍ   |     |   | 4.   | 160b |
| 2019   | ACA Škoda Autoklub Team       | Škoda Fabia R5          | VAL 3  | ŠUM 3  | KRU 2   | HUS 1  | BOH Ret | BAR 2   | PŘÍ   |     |   | 2.   | 252b |
| 2020   | Laureta Auto Škoda Team       | Škoda Fabia Rallye2 Evo | KRU    | HUS    | BOH 4   | VAL 3  | ZLI     | PAČ Ret | KLA   |     |   | 4.   | 80b  |
| 2021   | Laureta Auto Škoda Team       | Škoda Fabia Rallye2 Evo | VAL 3  | ŠUM 3  | HUS 3   | BOH 4  | ZLI 3   | PAČ 3   | KRU   |     |   | 2.   | 241b |
| 2022   | Laureta Auto Škoda Team       | Škoda Fabia Rallye2 Evo | VAL 2  | ŠUM 3  | KRU 3   | HUS 3  | BOH Ret | ZLI 2   | PAČ 2 | 3ST |   | 2.   | 270b |

### ERC
| Ročník | Tým                                 | Automobil              | 1      | 2       | 3     | 4     | 5      | 6       | 7       | 8       | 9   | 10  | 11 | 12 | Poz. | Bod. |
| ------ | ----------------------------------- | ---------------------- | ------ | ------- | ----- | ----- | ------ | ------- | ------- | ------- | --- | --- | -- | -- | ---- | ---- |
| 2015   | Mareš Filip                         | Peugeot 208 R2         | JÄN    | LIE     | IRE   | AZO   | YPR    | EST     | CZE Ret | CYP     | GRE | VAL |    |    | -    | -    |
| 2016   | Autoklub Peugeot Rally Talent       | Peugeot 208 R2         | CAN    | IRE     | GRE   | AZO   | YPR    | EST     | POL     | CZE 27  | LIE | CYP |    |    | -    | -    |
| 2017   | ACCR Czech Team                     | Peugeot 208 R2         | AZO 23 | CAN Ret | ACR   | CYP   | POL 20 | CZE 28  | RMC 12  | LIE 12  |     |     |    |    | -    | -    |
| 2018   | ACCR Czech Team                     | Škoda Fabia R5         | AZO    | CAN     | ACR   | CYP   | RMC    | CZE Ret | POL 8   | LIE 6   |     |     |    |    | 19.  | 19b  |
| 2019   | ACCR Czech Team                     | Škoda Fabia R5         | AZO    | CAN     | LIE 6 | POL 4 | RMC 5  | CZE 2   | CYP     | HUN Ret |     |     |    |    | 4.   | 75b  |
| 2020   | ACCR Czech Team                     | Škoda Fabia Rally2 evo | POL    | RMC 8   | LIE   | CZE   | AZO    | FAF     | HUN     | CAN     | SPA |     |    |    | 24.  | 12b  |
| 2021   | Laureta Auto Škoda Team             | Škoda Fabia Rally2 evo | POL    | LIE     | RMC   | CZE 3 | AZO    | FAF     | HUN     | CAN     |     |     |    |    | 17.  | 25b  |
| 2022   | Entry Engineering - ATT Investments | Škoda Fabia Rally2 evo | FAF    | AZO     | CAN   | POL 7 | LIE    | RMC 23  | CZE 2   | CAT     |     |     |    |    | 12.  | 42b  |

### WRC
| Rok  | Tým         | Kategorie | Vůz                | 1   | 2     | 3   | 4   | 5   | 6   | 7   | 8   | 9   | 10  | 11  | 12  | 13  | 14 | Umístění | Body |
| ---- | ----------- | --------- | ------------------ | --- | ----- | --- | --- | --- | --- | --- | --- | --- | --- | --- | --- | --- | -- | -------- | ---- |
| 2020 | Filip Mareš | WRC-3     | Škoda Fabia R5 evo | MON | SWE 6 | MEX | ARG | POR | ITA | KEN | FIN | NZL | TUR | GER | GBR | JPN |    | 23.      | 8b   |